# Connect (ClariS)
Connect (コネクト?, Konekuto) è il secondo singolo del duo giapponese ClariS. È stato scritto da Shō Watanabe ed è stato pubblicato il 2 febbraio 2011 dalla SME Records. La canzone è stata utilizzata come sigla di apertura della serie televisiva anime del 2011 Puella Magi Madoka Magica. Il video musicale del singolo è stato diretto da Takumi Shiga. Il singolo ha raggiunto la quinta posizione nella classifica settimanale giapponese dei singoli Oricon.

## Composizione
Connect è una canzone J-pop e la sua strumentazione è formata da pianoforte, violino, chitarra acustica, chitarra elettrica, batteria e sintetizzatore. Secondo un libro di spartiti pubblicato da Shinko Music Entertainment, è stato composto usando il tempo comune e un ritmo di 175 battiti al minuto. A partire dalla tonalità di re minore, l'introduzione inizia con il solo pianoforte che accompagna la voce delle ClariS nella melodia del ritornello. Viene poi utilizzato un bridge in sol bemolle maggiore con l'aggiunta della batteria e del violino per passare alla prima strofa in do minore, che torna in sol bemolle maggiore con il ritornello. Dopo un altro bridge, sempre in sol bemolle maggiore, questo schema viene ripetuto per la seconda strofa e il ritornello usando la stessa musica ma parole diverse. Il secondo spostamento di tonalità da Do minore a Sol bemolle maggiore è il cambio di tonalità finale della canzone. Viene poi utilizzato un break per passare a una breve terza strofa, seguita dal ritornello come conclusione. Infine viene utilizzata una coda per chiudere la canzone.
Mentre Shō Watanabe stava scrivendo la canzone, Atsuhiro Iwakami, produttore di Aniplex, è intervenuto per modificare la sua composizione originale che è poi diventata quella finale. Clara inizialmente ha trovato difficile esprimere le sue emozioni nella prima metà della canzone, quindi ha cantato con attenzione senza sforzarsi troppo. Il duo è riuscito a entrare facilmente in empatia con i testi. L'artwork della copertina presenta palline di caramelle multicolori che formano il nome del duo e la direzione artistica e il design sono stati gestiti da Motohiro Yamazaki.

## Pubblicazione e accoglienza
Il singolo è stato pubblicato in un'edizione normale e due edizioni limitate, il 2 febbraio 2011, come CD dalla SME Records in Giappone. Una delle versioni in edizione limitata presentava una copertina relativa a Puella Magi Madoka Magica e conteneva anche una versione breve di Connect invece della sua versione strumentale. In allegato all'altra edizione limitata veniva invece fornito un DVD contenente il video musicale del singolo. La canzone ha raggiunto la quinta posizione nella classifica settimanale dei singoli di Oricon in Giappone ed è rimasta nelle classifiche per cinquantatré settimane. Connect ha debuttato e raggiunto il diciassettesimo posto nella Billboard Japan Hot 100.

## Video musicale
Il video musicale è interamente creato con la CGI ed è diretto da Takumi Shiga. Inizia con l'immagine di una giostra girevole attorno alla quale orbitano due piccole palline, una rosa e l'altra blu. In tutto il video, vari oggetti vengono mostrati principalmente mentre ruotano circondati da numerose palline multicolore, sebbene la maggior parte delle immagini consista di frutta e dessert. Altri oggetti mostrati in modo meno evidente sono delle forbici, delle scarpe con i tacchi, un orologio, una serie di porte e un bulbo oculare. Il video si conclude con le due palline rosa e blu che orbitano continuamente avvicinandosi l'una all'altra fino a sovrapporsi.

## Tracce
Edizione standard
1. Connect (コネクト?, Konekuto) – 4:27 (Shō Watanabe)
2. Dreamin – 4:33 (Toshikazu Kadono)
3. Kimi to futari (キミとふたり?) – 4:09 (Carlos K.)
4. Connect (Instrumental) (コネクト?, Konekuto) – 4:27 (musica: Shō Watanabe)

Durata totale: 17:36
Edizione limitata
1. Connect (コネクト?, Konekuto) – 4:27 (Shō Watanabe)
2. Dreamin – 4:33 (Toshikazu Kadono)
3. Kimi to futari (キミとふたり?) – 4:09 (Carlos K.)
4. Connect (TV Mix) – 1:33 (Shō Watanabe)

Durata totale: 14:42
Edizione limitata (DVD)
Testi e musiche di Shō Watanabe.
1. Connect (コネクト?, Konekuto) (Video musicale) – 4:27

Durata totale: 4:27

## Personale
ClariS
- Clara – voce
- Alice – voce

Produzione
- Takashi Koiwa – mixer
- Kōtarō Kojima – ingegnere di mastering
- Motohiro Yamazaki – direttore artistico, designer